# Keulse school

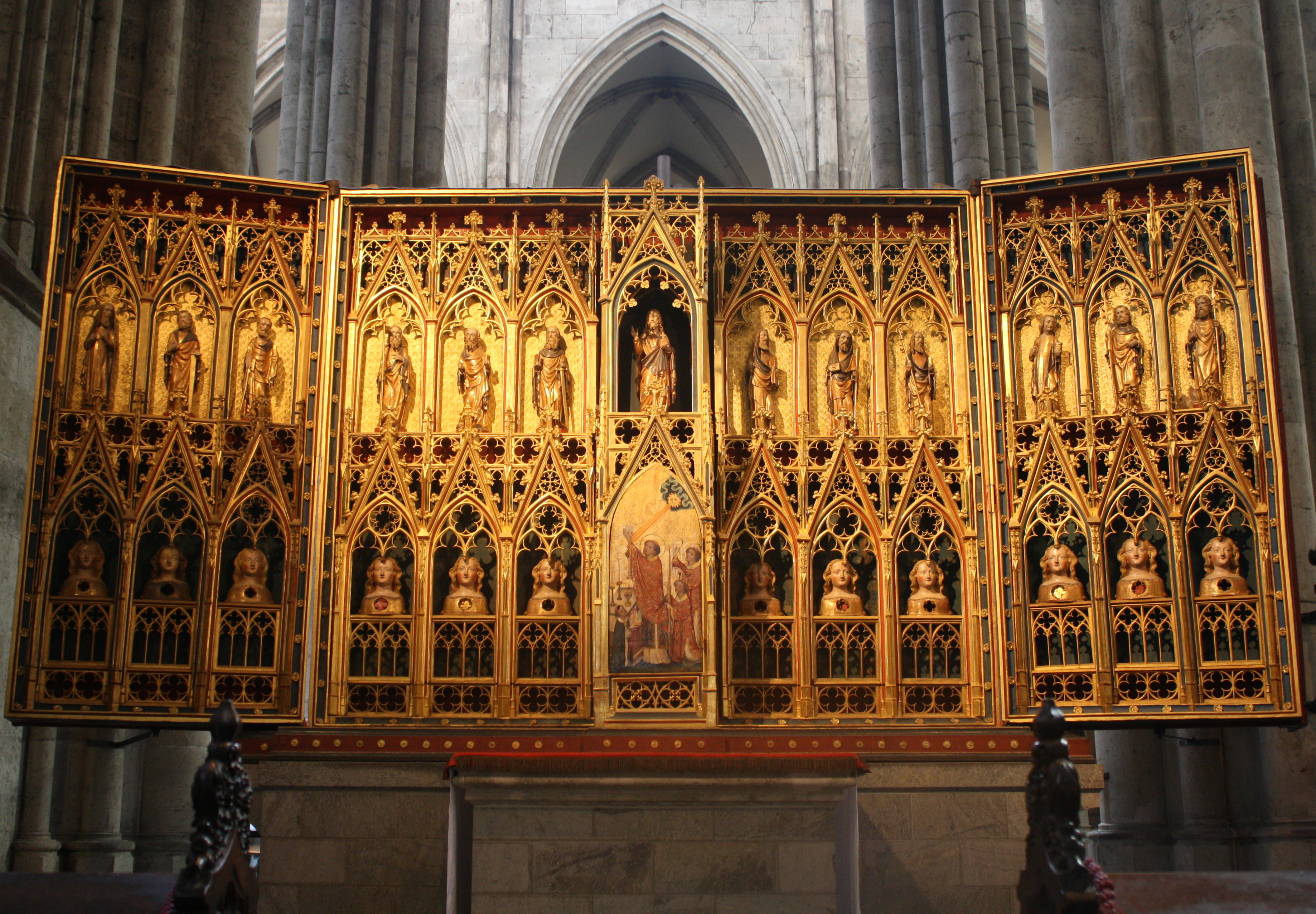
Retabel van de Klarissen, 1360.

Onder de naam de Keulse school worden de kunstschilders en glazeniers gegroepeerd die tussen 1300 en 1500, in de periode van de gotiek werkzaam waren in Keulen en de omgeving. Stilistisch kam men niet spreken van een school maar met de benaming groepeert men de schilders die vanaf het ontstaan van de paneelschilderkunst tot de renaissance in Keulen en het gebied van de beneden-Rijn actief waren. Ook de glaskunstenaars die voor de Keulse dom meer dan 1350 m² glasramen schiepen worden tot de Keulse school gerekend.

## Stijlperiodes
De Keulse school kan in drie perioden onderverdeeld worden. In de eerste komt voornamelijk de boekverluchting en kleine altaarstukken aan bod met als bekendste werk het Altaar van de Klarissen in de Dom van Keulen van omstreeks 1360-1370. Deze eerste fase wordt meestal geplaatst tussen 1300 en 1400 en dat is niet toevallig. De periode wordt ingeleid met een miniatuur uit een graduale van Johannes von Valkenburg van het klooster van de minorieten in Keulen en ze eindigt met de komst van de Meester van de heilige Veronica die een nieuwe stijlperiode inluidt.

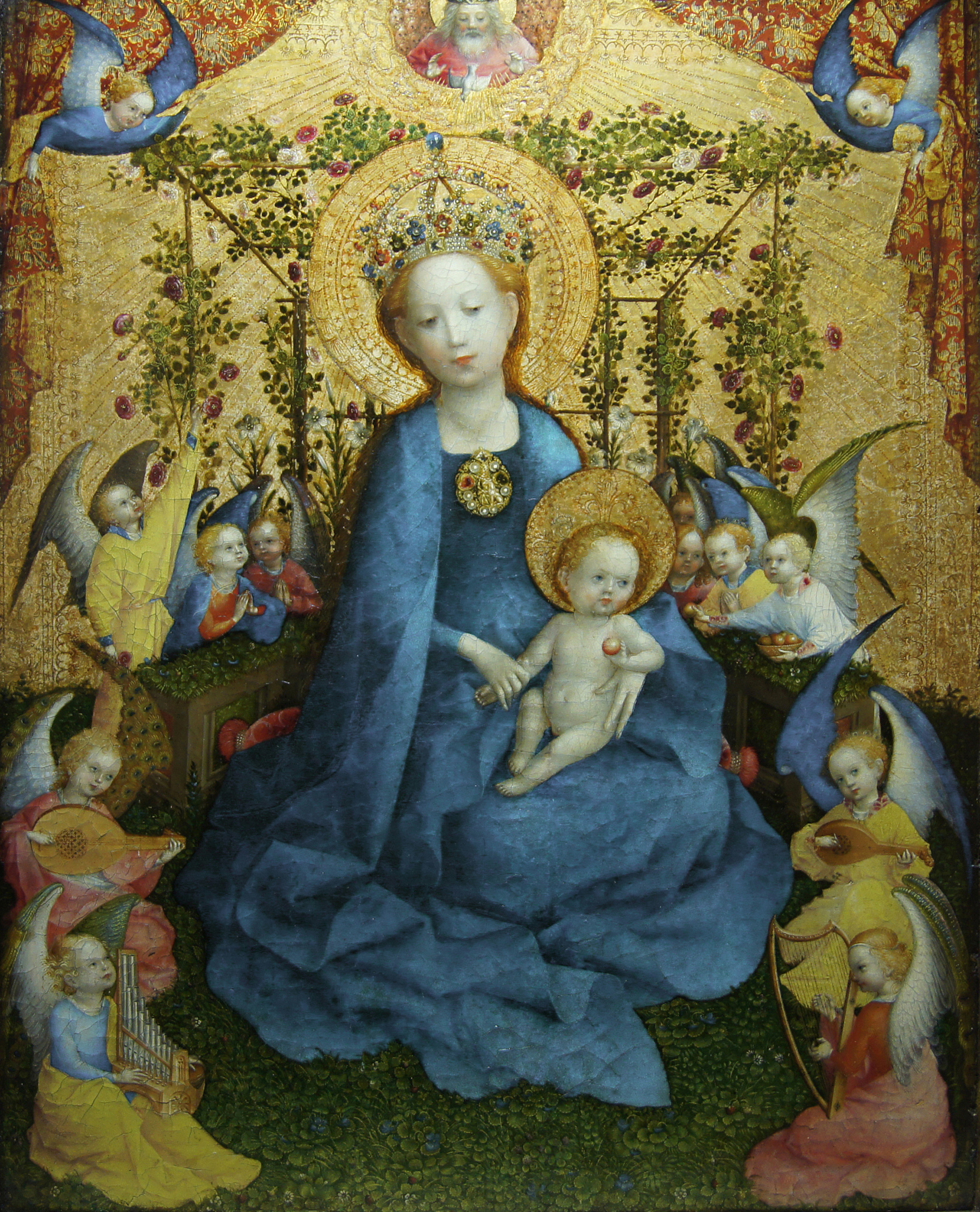
Stefan Lochner, Madonna in de rozentuin, ca. 1440–1442.

De tweede fase duurt tot ongeveer 1460 en heeft als belangrijkste exponenten de Meester van de heilige Veronica (1395-1415) en Stefan Lochner (1442-1451). Ze werkten in de stijl van de Internationale gotiek, in Duitsland ook de weke stijl genoemd. Deze periode is het artistieke hoogtepunt van de school en Lochner produceert zijn Altaar van de patroonheiligen van de stad dat als het grootste meesterwerk uit de school beschouwd wordt. De invloed van de Veronica-meester en zijn atelier is vrij belangrijk en is voelbaar tot in Westfalen en Nedersaksen.
In de laatste periode gaat men de stijl van Rogier van der Weyden en de Vlaamse Primitieven adopteren. De voornaamste schilders uit deze periode zijn de Meester van het leven van Maria", de Meester van het Bartolomeüs-altaar, de "Jongere Meester van de heilige Maagschap en de Meester van de Keulse Ursulalegende. Na deze derde periode die loopt van ca. 1460 tot ongeveer 1520 gaat de beweging stilaan over in de renaissance.

## Kunstenaars van de Keulse school
Het concept van een Keulse schilderschool werd gecreëerd door de romantici op het einde van de 19e eeuw. In 1850 publiceert Johannes Merlo al een werk over deze kuntschool gevolgd door Carl Aldenhoven omstreeks het einde van de 19e eeuw. De meeste van de kunstenaars die tot deze groep worden gerekend zijn anonymi, op Stefan Lochner en Meister Wilhelm na. Aan die laatste kan echter geen enkel werk met zekerheid worden toegeschreven.
Voor Lochner

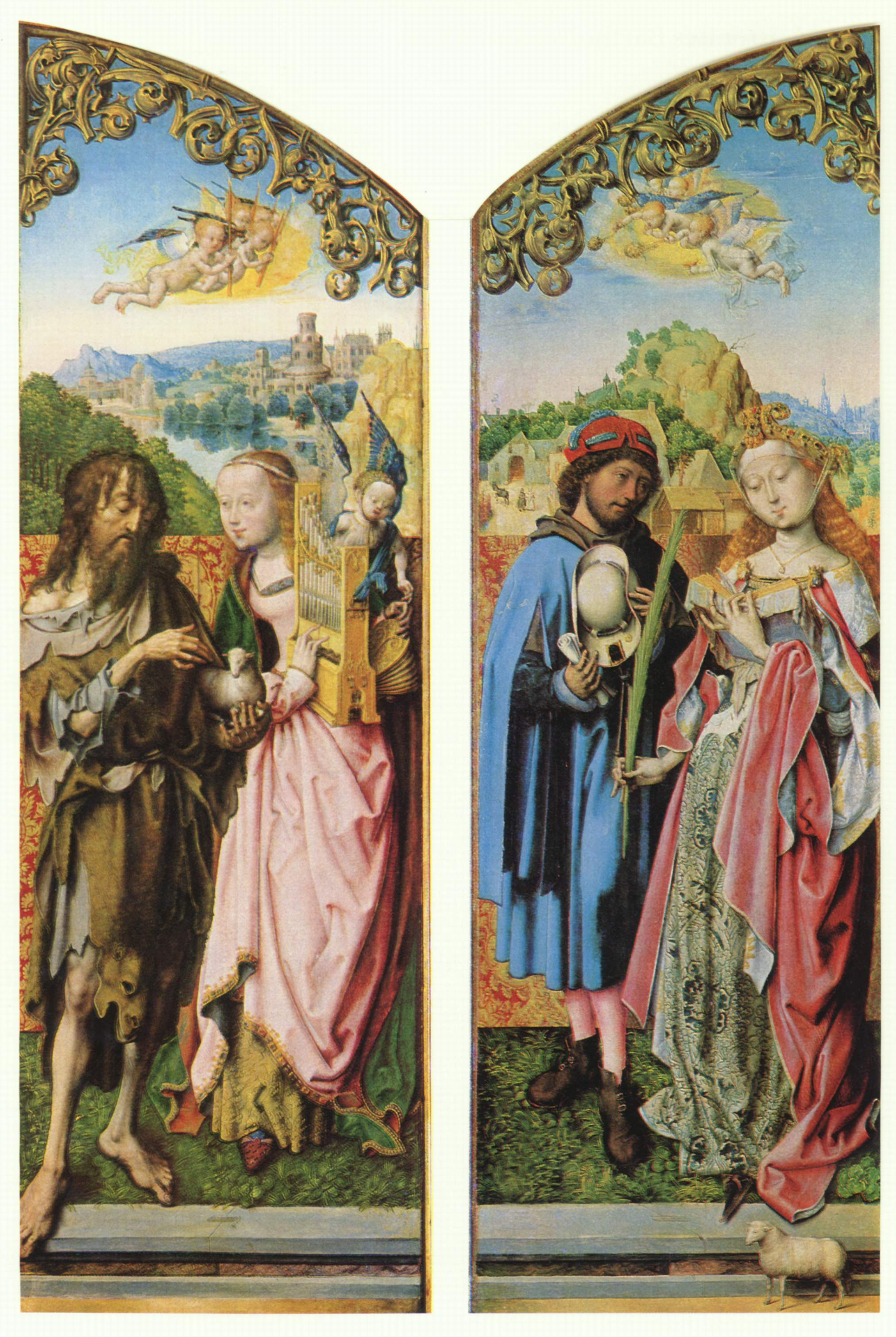
Linker en rechterpaneel van het St Bartholomeus Altaar (ca.1510)

- Meister Wilhelm (actief van 1370-1390)
- De Veronica meester (actief van 1395-1415)
- Meester van het Pallant retabel (gedateerd 1429)
- Meester van de kleine passie, (actief van 1400-1420)
- Meester van de Wasservass Kalvarie, (actief van 1415-1435)
- Meester van Sint Laurens (actief van 1415-1430)
- Oude meester van de maagschap (actief van 1410-1440)

Ten tijde van Lochner
- Stefan Lochner (actief van 1435-1451)
- Meester van het Heisterbach altaar (retabel gedateerd 1440)

Na Lochner
- Meester van de Sint-Jorislegende (actief van 1460-1490)
- Meester van de Brunolegende (actief van 1460-1490)
- Meester van het leven van Maria (actief van 1460-1490)
- Meester van de verheerlijking van Maria (actief van 1460-1470/80 of 1493)
- Meester van de passie van Lyversberg (retabel gedateerd 1464 ou 1466) mogelijk dezelfde schilder als de Meester van de twaalf apostelen
- Meester van het diptiek van Bonn
- Meester van het retabel van Bartholomeus} (actief van 1470-1510)
- Jonge meester van de maagschap (actief van 1475-1515)

Laatste meesters
- Meester van de Keulse Ursulalegende (actief van 1489/90-1510/15)
- Meester van het altaar van Aken(actief van 1480-1520)
- Meester van Sint Severinus (actief van 1480-1520)
- Bartholomaeus Bruyn de oudere (1493-1555)

## Het schilderskwartier in Keulen
De meeste Keulse schilders werkten in de buurt van de Schildergasse.  Stefan Lochner die dankzij zijn werk befaamdheid en een zekere welstand had verworven, woonde elders.